# Robert Wohlmuth
Robert Wohlmuth (* 28. Mai 1902 in Wien; † 29. April 1987 in Lake Worth, Florida) war ein österreichischer Filmregisseur und Drehbuchautor.

## Leben
Wohlmuth wanderte im August 1921 in die Vereinigten Staaten aus, "um unbedingt Dollarmillionär zu werden" und versuchte sich dort die kommenden Jahre in mehreren Berufen. Nebenbei ging er dort häufig ins Kino und entwickelte so seine Liebe für die Filmherstellung. Schließlich kehrte Wohlmuth nach Wien zurück und inszenierte nach mehreren Regieassistenzen 1926 seinen ersten Film, das kostengünstig hergestellte Militärlustspiel Infanterist Wamperls dreijähriges Pech. Kurz danach gründete er seine eigene Produktionsfirma. In Wien, München und Berlin drehte er meist Komödien, aber auch Sozialdramen und Romanzen. 1930 parodierte er mit seinem Das Kabinett des Dr. Larifari den Stummfilmklassiker Das Cabinet des Dr. Caligari.
Nach der „Machtergreifung“ der Nationalsozialisten 1933 kehrte Wohlmuth nach Wien zurück, nach dem „Anschluss Österreichs“ 1938 emigrierte er in die USA. Hier nannte er sich Robert Wilmot und inszenierte in Hollywood Dokumentar-, Industrie- und Werbefilme. Seine Drehbuchentwürfe zu Spielfilmen fanden jedoch keine Verwendung oder wurden nur als Storyvorlage genutzt. 1949 gründete er die Produktionsfirma Pathéscope Productions of America Inc., 1951 wurde er Vizepräsident der Henry Strauss Prod., die auf die Herstellung von Fernsehdokumentationen spezialisiert war.

## Filmografie als Regisseur
- 1927: Infanterist Wamperls dreijähriges Pech (auch Co-Drehbuch und Produktion)
- 1927: Das Recht zu leben
- 1927: Die Ehe einer Nacht. Die Laune einer mondänen Frau (auch Co-Drehbuch)
- 1927: Der Venusberg (auch Drehbuch und Produktion)
- 1928: Liebe im Mai
- 1928: Hoch vom Dachstein
- 1929: Das Mädchenschiff
- 1929: Wenn der weiße Flieder wieder blüht
- 1930: In einer kleinen Konditorei (auch Drehbuch)
- 1930: Das Kabinett des Dr. Larifari
- 1930: Das Wolgamädchen
- 1930: Bünzlis Großstadterlebnisse
- 1931: Gesangverein Sorgenfrei
- 1932: Nacht der Versuchung (auch Co-Drehbuch)
- 1932: Die Zwei vom Südexpress[3]
- 1934: Nocturno (Co-Drehbuch und Produktion)
- 1936: Fräulein Lilli
- 1943: Dog House (Kurzfilm, auch Drehbuch)
- 1944: Swing Serenade
- 1944: The Unwritten Code (Story)
- 1945: Hollywood and Vine (Story)